# Hospital Nacional Rosales
El Hospital Nacional Rosales, antes llamado Hospital Nacional de San Salvador, está ubicado en la ciudad de San Salvador, El Salvador. Como dependencia del Ministerio de Salud de este país, es considerado el principal centro de salud de referencia de pacientes a nivel nacional y el más especializado para el tratamiento de diversas afecciones.

## Historia
A finales del siglo XIX la ciudad de San Salvador necesitaba de un hospital grande y moderno, por lo que el Dr. Ramón García González tuvo la idea de construir un hospital y financiarlo mediante la fundación de una Lotería, la "Lotería del Hospital", que posteriormente se convertiría en la Lotería Nacional de Beneficencia. Originalmente la obra era denominada como «Casa de los Enfermos de San Salvador», y fue realizada gracias a José Rosales, quien dispuso su testamento a favor de la construcción del hospital. 
El diseño lo desarrolló el ingeniero militar francés Joseph Albert Touflet, radicado en El Salvador. Su construcción con piezas metálicas prefabricadas fue encomendada a la Société Forges d'Aiseau de Bélgica, desde donde fue transportado por barco, aunque primero erróneamente a Salvador de Bahía en Brasil y luego  a su destino final, siendo ensamblado pieza por pieza en los terrenos donados por José Rosales. La primera piedra fue colocada el 12 de abril de 1891. La arquitectura del hospital, basada en lámina troquelada importada, fue elegida por su flexibilidad estructural y adaptabilidad a condiciones sísmicas, y reflejaba el afán de El Salvador por mostrarse como una nación moderna. Expertos señalan que esta técnica fue considerada innovadora y culturalmente relevante a comienzos del siglo XX
En el 18 de abril de 1893, la Asamblea Nacional, considerando la distancia considerable que quedará el hospital del centro, decretó otorgar a favor del Hospital Rosales la concesión exclusiva para establecer dentro de 18 meses un ramal de tranvía que se extienda desde el hospital por la calle de Bolívar (hoy calle Arce) hasta el lugar de la antigua garita, atravesando el barrio Concepción. El edificio fue inaugurado el 13 de julio de 1902.
En el 19 de agosto de 1905 a las 10 a.m., el presidente Pedro José Escalón inauguró el Laboratorio de Bacteriología y Análisis Químico-Biológico del hospital.
El Dr. Ramón García González, originador del proyecto, fungió como su director hasta 1919.
Por medio del Decreto Legislativo n.o 166, del 10 de enero de 1989, publicado en el Diario Oficial n.o 20, Tomo n.o 302, del 30 de enero de 1989, el parlamento salvadoreño declaró Monumento Nacional a toda la estructura física original del Hospital Rosales  y posee el Escudo Azul de la Convención de La Haya, lo que lo convierte en una estructura de alto valor patrimonial. 
En enero y febrero de 2025 comenzaron intervenciones en las estructuras históricas del hospital (capilla, pabellones y cubiertas), en su mayoría construidas con laminado metálico, que incluyen remoción de paredes y techos. La Asociación Pro Rescate de la Colonia Flor Blanca y expertos como el historiador Carlos Cañas Dinarte se posicionaron ante la demolición del inmueble emblemático.